# Alling (Landkreis Fürstenfeldbruck)
 For alternative betydninger, se Alling. (Se også artikler, som begynder med Alling)
Alling er en kommune i Landkreis Fürstenfeldbruck der ligger i den vestlige del af Regierungsbezirk Oberbayern i den tyske delstat Bayern. Den ligger i den sydøstlige del af landkreisen, ca. 25 km vest for München. Kommunen omfatter af landsbyerne Alling, Biburg og Holzhausen.

## Historie
Alling er kendt tilbage til 802 som Allinga(s), Biburg kendes i 1150 som Piburch og Holzhausen kendes helt tilbage til 776 som Holzhusun (Huse i skoven). Landsbyerne hørte fra det 9. århundrede til forskellige klostre og ved sekulariseringen i 1812 oprettedes kommunen Alling.